# Хлопчик і голуб
«Хлопчик і голуб» — радянський короткометражний фільм Андрія Кончаловського і Євгена Осташенка, знятий в 1961 році у в навчальній кіностудії ВДІКа (майстерня Михайла Ромма). На Венеціанському кінофестивалі в конкурсі дитячих фільмів картина отримала «Леоне ді Сан Марко за кращий розважальний фільм для дитинства (1962)». У 2009 році стрічка була показана в Парижі в рамках кінофестивалю «Європа навколо Європи».

## Сюжет
Хлопчик (Микола Бурляєв) любить стежити за польотом птахів в небі. На пташиному ринку до нього підходить голуб'ятник і пропонує «поштового, ярого, заводного» голуба за 100 рублів. Таких грошей у хлопчика немає, і він приносить продавцеві альбом з рідкісними марками. Відпустивши сизокрилого, хлопчик розраховує на його повернення. Але голуб, зробивши кілька кіл в повітрі, летить до колишнього господаря. Прагнучи повернути птицю, хлопчик віддає голуб'ятнику платівки і банку з золотими рибками. Той, прийнявши дари, радить приручити голуба. Хлопчик прив'язує птаха до шнура, однак такий політ ледь не закінчується його смертю. Тоді хлопчик піднімається на дах і відпускає голуба на волю.

## Ролі виконували
- Микола Бурляєв —  хлопчик
- Володимир Шурупов —  голуб'ятник
- Євген Урбанський —  вантажник з магазину

## Знімальна група
- Режисери —  Андрій Кончаловський, Євген Осташенко
- Сценарій —  Андрій Кончаловський
- Майсер курсу —  Михайло Ромм
- Оператор —  Михайло Кожин
- Художник — Семен Петерсон
- Композитор —  В'ячеслав Овчинников